# Reinhard Mey
Reinhard Friedrich Michael Mey (nascut el 21 de desembre de 1942) és un Liedermacher (cantautor) alemany. A França és conegut com Frédérik Mey.
L'any 2009, Mey havia llançat 27 àlbums alemanys, i en general publica un nou àlbum aproximadament cada dos anys; el seu primer disc va ser Ich wollte wie Orpheus singen (1967); l'àlbum d'estudi més recent és Das Haus an der Ampel (2020). El seu major èxit fins ara va ser Mein Achtel Lorbeerblatt (1972). La seva cançó més famosa, amb diferència, és "Über den Wolken" (1974), que nombrosos artistes alemanys han interpretat. Se sap que Mey s'embarca en una extensa gira de concerts cada dos o tres anys, amb un àlbum en directe publicat de cada gira.